# ستانلي رالف روس
ستانلي رالف روس (بالإنجليزية: Stanley Ralph Ross)‏ هو كاتب سيناريو وكاتب أغاني وممثل أمريكي، ولد في 22 يوليو 1935 ببروكلين في الولايات المتحدة، وتوفي في 16 مارس 2000 بلوس أنجلوس في الولايات المتحدة بسبب سرطان الرئة. من الجوائز التي نالها جائزة إنكبوت.

## جوائز
- جائزة إنكبوت

## وصلات خارجية
- ستانلي رالف روس على موقع IMDb (الإنجليزية)
- ستانلي رالف روس على موقع ألو سيني (الفرنسية)
- ستانلي رالف روس على موقع أول موفي (الإنجليزية)
- ستانلي رالف روس على موقع قاعدة بيانات الأفلام السويدية (السويدية)
- ستانلي رالف روس على موقع قاعدة بيانات الفيلم (الإنجليزية)
- ستانلي رالف روس على موقع كينوبويسك (الروسية)